# Inonge Wina
Inonge Mutukwa Wina (2 de abril de 1941) es una política zambiana quien ejerció como vicepresidenta de Zambia de 2015 a 2021. Fue la primera mujer en ocupar el cargo, convirtiéndose en la mujer de más alto rango de la historia de Zambia.

## Biografía
Wina asistió a la escuela primaria en Senanga, en la Escuela nacional de Barotse (ahora Escuela secundaria Kambule) en Mongu. Finalmente finalizó su educación en el Instituto de Santa Mónica en Los Ángeles, California.
Obtuvo un diploma en trabajos sociales en la Santa Monica College. También obtuvo un bachillerato en Artes graduándose en la Universidad de Zambia, cuando apenas se inauguró.
Estuvo casada a Arthur Wina, un luchador de la libertad, exministro y académico quien murió el 3 de septiembre de 1995.

## Servicio comunitario
La pasión de Wina por los trabajos comunitarios se remonta en la década de 1970 cuando dio servicio gratuito por los movimientos de las mujeres como voluntaria. Ha participado en numerosas reuniones de ONG y como presidenta de la asociación juvenil de mujeres cristianas, donde fue clave en promover a la orden del día los derechos humanos en las mujeres, dando como resultado el establecimiento en el gobierno de Zambia, de la Unidad de apoyo a las víctimas bajo el servicio de policía de Zambia.
En 1996, fue elegida presidenta nacional de la ONG que coordina el Consejo de Zambia (NGOCC).
En 2000, Wina dirigió el movimiento de las mujeres en la campaña Red Ribbon en defensa de la constitución del país.
Wina también ejerció como directora en numerosas juntas en el sector público; entre ellos están Servicios de refugiados de Zambia, Consejo de servicios sociales de Zambia, Hospital de enseñanza universitaria, y la Universidad del Consejo de Zambia.

## Carrera política
En 2001 Wina fue elegida como parlamentaria de la circunscripción de Nalolo como candidato del Partido Unido para el Desarrollo Nacional. Fue elegida presidenta de numerosos comités de carpeta, incluyendo el Comité en derechos humanos de género y gobierno, y el caucos del parlamento femenino.
En elecciones presidenciales y generales del 2006, Wina redisputó su puesto de Nalolo como candidata del Partido Liberal Unido. Perdió la elección y solicitó los resultados en la Corte suprema; el caso falló en su favor pero más tarde anulada por la Corte suprema.
En las elecciones generales del 2011, Wina disputó nuevamente el distrito de Nalolo, esta vez bajo el apoyo del Frente Patriótico, y salió victoriosa. Wina fue incluida en el gabinete inicial de 18 miembros del presidente Michael Sata como ministra de Jefes y Asuntos Tradicionales. El 8 de marzo de 2014, Sata, durante la conmemoración del día de las mujeres Internacionales, actualizó la división del gabinete del género a un ministerio completo y posteriormente nombrando a Wina como ministra de género.
El 26 de enero de 2015, el nuevo presidente electo Edgar Lungu nombró a Wina como vicepresidenta de Zambia.